# 湛江国际会展中心
湛江国际会展中心坐落在广东省湛江市区中心，占地12万平方米，建筑面积25000平方米，展览面积13500平方米，由贯通前后的线型庭院分隔为南北两区，以直指蓝色港湾扬帆搏浪的巨船为造型。主要功能有展览、博览、会议、信息、交易、商贸等。

## 举办展会
- 第五届珠江三角洲地区与山区及东西两翼经济技术合作洽谈会
- 湛江房产暨汽车展
- 广东(湛江)国际对虾节
- 湛江动漫节以及服装展
- 华南农渔业（湛江）展览会
- 湛江工业博览会
- 湛江农博会
- 湛江海洋博览会

## 链接
- 湛江国际会展中心展新姿[永久]
- 湛江国际会展中心[永久]